# Asterophysus batrachus
Asterophysus batrachus är en fiskart som beskrevs av Kner, 1858. Asterophysus batrachus ingår i släktet Asterophysus och familjen Auchenipteridae. Inga underarter finns listade.